# Casaletto Vaprio
Casaletto Vaprio – miejscowość i gmina we Włoszech, w regionie Lombardia, w prowincji Cremona.
Według danych na rok 2004 gminę zamieszkiwało 1314 osób, 262,8 os./km².